# Gaoping (fleuve)
Le fleuve Gaoping (chinois traditionnel : 高屏溪 ; pinyin : Gāopíng Xī ; Wade : Kao-p'ing Hsi), ou Kaoping, est un fleuve du sud de Taïwan, dont le cours s'écoule dans le comté de Pingtung, et traverse la ville de Kaohsiung.

## Caractéristiques
Le fleuve Gaoping fait 171 km de long, et draine une zone escarpée du versant ouest de la Chaîne centrale. Ses sources se trouvent près de Yu Shan au nord du district Tauyan de Kaohsiung et dans une petite partie du sud du comté de Nantou. Sa partie supérieure circule dans une série de canyons escarpés, à travers le district de Liouguei et Gaoshu. Le fleuve émerge de la montagne à Meinong, c'est alors un cours d'eau en tresses qui coule encore environ 75 km vers le sud, le long de la plaine côtière, à travers le comté de Pingtung, pour se jeter dans le détroit de Taïwan au niveau du district Linyuan.

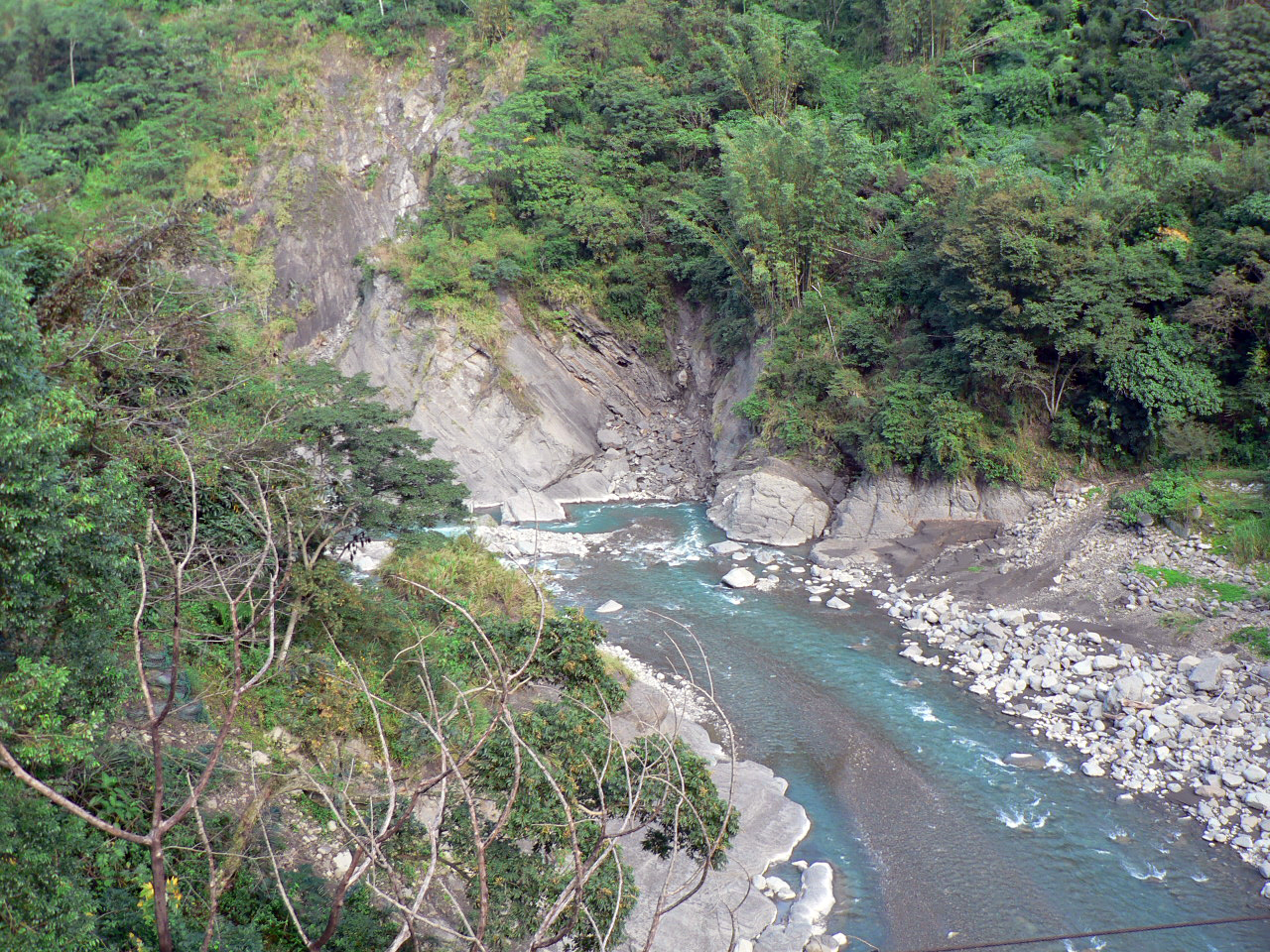
Une source de la Gaoping.
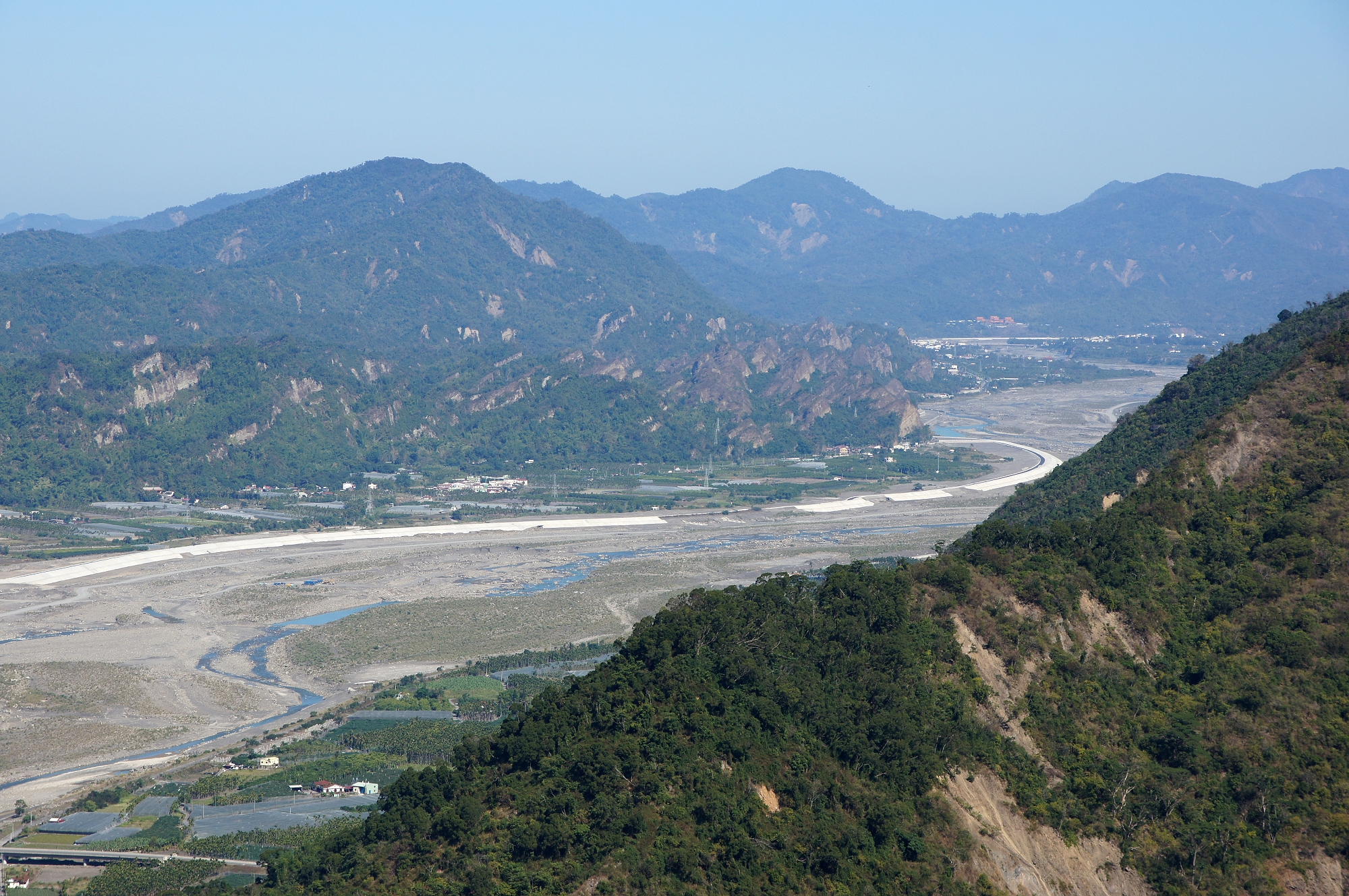
L'affluent Laonong à proximité du site proposé pour le barrage de Meinong.
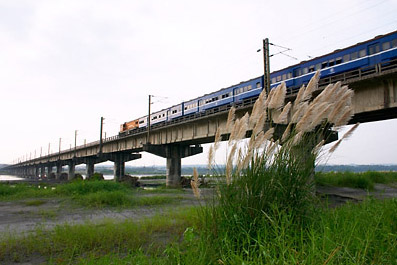
Pont de la Taiwan Railway Administration (en) au-dessus du Gaoping.